# Ankor (гурт)
Ankor — іспанський альтернативний метал- гурт, створений у Таррагоні ( Каталонія ) у 2003 році. Складається з вокалістки та скримерки Джессі Вільямс, Девіда Ромеу (гітара та вокал), Фіто Мартінеса (гітара та вокал), Елені Нота (барабани) та Хуліо Лопеса (бас).
Наприкінці 2007 року група опублікувала свій перший студійний альбом Al Fin Descansar, повністю виконаний іспанською мовою. Музика тяжіла до класичного металу. Другий альбом My Own Angel виданий 2011 року, як і наступні, був англомовним. Наразі гурт має 5 студійних альбомів із презентацією останньої роботи White Dragon .

## Історія

### My Own Angel (2010-2012)
Після першого альбому іспанською мовою група довго готувалася до нового альбому. Початковою мовою My Own Angel була іспанська. Проте одного разу під час репетиції Девід запропонував решті гурту написати нову пісню англійською, оскільки він вважав, що стиль, який вони набули за ці роки, може бути більш привабливим широкій аудиторії закордоном. Під час адаптації тексту цієї нової пісні вся група відчувала себе дуже комфортно, тому вони вирішили перекласти всі тексти англійською.
Влітку 2010 року гурт видає альбом My Own Angel, в якому можна побачити велику еволюцію музикантів порівняно з попередником.
«Ми виросли не лише як музиканти, а й як люди, і це помітно в нових композиціях»  прокоментувала вокалістка Роза де ла Круз в інтерв’ю.
У грудні 2010 року, очікуючи остаточного зведення альбому, вони зв’язалися зі шведським режисером Патріком Уллео з Revolver Film Company. Патрік на той момент вже працював із всесвітньо відомими гуртами, такими як In Flames, Within Temptation, Arch Enemy, Europe, Children of Bodom, Sonic Syndicate, Kamelot, Leaves Eyes. Ankor запропонували йому зробити своє перше відео. На подив гурту, Патрік зацікавився проектом і погодився записати те, що стане першим відео гурту, Remaining, першого синглу з альбому My Own Angel . Відео було опубліковано у квітні 2011 року, і різні ЗМІ визнали його одним із найкращих відео року в Іспанії. 
Кілька місяців потому, 23 вересня 2011 року, My Own Angel буде видано в Іспанії через незалежний лейбл The Fish Factory, а 28 жовтня через STF-Records вони видали альбом в Європі та для цифрового продажу по всьому світу.
Повністю створений самим гуртом і записаний у тому ж місті (студія Radish-Records), іспанські критики класифікували альбом як ковток свіжого повітря на національній сцені . В Іспанії альбом набув популярності і був обраний, як відкриття року в кількох веб-журналах.

### Роза де ла Крус залишає Анкор: починається ера Джессі Вільямс (квітень 2014)
Наприкінці квітня 2014 року, в середині туру Last Tour For Venus, Роза де ла Круз (вокалістка Ankor протягом останніх 8 років і з якою вони записали свої 3 альбоми) оголосила разом з емоційною заявою, що покидає гурт, а також тимчасово "зав'язує" з музикою.
Сам гурт через 3 дні (понеділок, 28 квітня) оголосив про нову вокалістку Джессі Вільямс з Барселони та уродженку Брістоля ( Велика Британія ), з якою вони представили нове відео версії американського гурту A Day To Remember : If It Means A Lot To You .
3 травня Ankor провели прощальний концерт для Рози де ла Круз в місті Монбланш ( Іспанія ) з особливим і дуже емоційним виступом для гурту та публіки, таким чином подякувавши за всю працю, зусилля та роки, проведені разом.

### Сідай на коня переможця! (липень 2014)
Після того як Джессі приєдналася до гурту, 3 липня Ankor опублікував EP Get On The Winner Horse! із 8 пісень, більшість із яких із альбому Last Song for Venus, але перезаписаних із новим голосом гурту. До мініальбому увійшли також 3 оригінальні бонус-треками : I’ll Fight For You (акустичний), Completely Frozen (версія для фортепіано та голос) і версія пісні Chop Suey! System of a Down .
EP було опубліковано для безкоштовного завантаження з офіційного веб-сайту гурту разом із новим відео на пісню Winner Horse, яке швидко стало найпопулярнішим відео гурту в перші тижні після публікації. Кілька днів потому, 6 липня, Анкор візьме участь у Барселонському фестивалі металу разом із Within Temptation і Paradise Lost, де Джессі Вільямс виступатиме вперше зі своїм новим гуртом.
Наприкінці року Ankor випустили кліп на пісню Last Song For Venus, в якому взяли участь їхні шанувальники .

### Білий дракон (2019)
4 квітня 2019 року гурт презентує новий відеокліп на пісню Ghosts з нового альбому White Dragon. Альбом записує сам гурт, при цьому Ден Корнефф знову відповідає за зведення, а Тед Дженсен — за мастеринг. Невдовзі вони випускають ще один новий відеокліп, цього разу на пісню Walking Dead. У лютому 2020 року вони випустили відеокліп на пісню Holy Wolf, у якому бере участь Хуліо Лопес, який повертається до гурту, уже записавши бас для альбому та беручи участь у травневому турі 2019 року. Альбом вирізняється зміною звучання гурту, не залишаючи металу, включаючи пасажі дуже різних стилів з хіп-хопом чи електронною музикою. У травні вони починають тур різними країнами Європи.

### Барабанщик Ра Таче покидає гурт (2022)
У червні 2022 року гурт повідомляє в соціальних мережах, що барабанщик Ра Таче залишає гурт  . Пізніше стало відомо, що її замінить Елені Нота (екс- Nervosa )  .

## Музичні стилі та впливи
Ankor були занесені до різних стилів, таких як мелодичний метал, металкор, готичний метал, пауер-метал або альтернативний метал. Сам гурт не переймається стилями, як було зрозуміло з тексту, який можна було прочитати на їхніх сторінках у Facebook та YouTube . « Melodic Metal/Rock/Metalcore/Pop-Punk (or as you prefer) група з Іспанії». 
Вони завжди проголошували себе послідовниками металкор- гуртів, таких як Avenged Sevenfold , Killswitch Engage, All That Remains, Bullet For My Valentine або In This Moment .Хоча на них також вплинули більш комерційні гурти або поп-панк та альтернативний рок банди, такі як Paramore, A Day to Remember, Halestorm або Rise Against. Також відчутний вплив європейських та більш класичних гуртів, таких як Within Temptation або Nightwish .
Ankor також неодноразово коментували, що відчувають захоплення японською культурою, зокрема її музикою, аніме чи мангою. Стилем, який може нагадувати художню роботу на обкладинці альбому My Own Angel, і завдяки чому деякі з його пісень нагадують квінтесенція японської музичної течії, J-Rock.
За межами року та металу Ankor проголосили себе любителями музики в будь-якому аспекті чи стилі. Музиканти вважають себе послідовниками джазу та соулу та легенд музики, таких як Майкл Джексон, The Beatles чи Елвіс Преслі .

## Члени

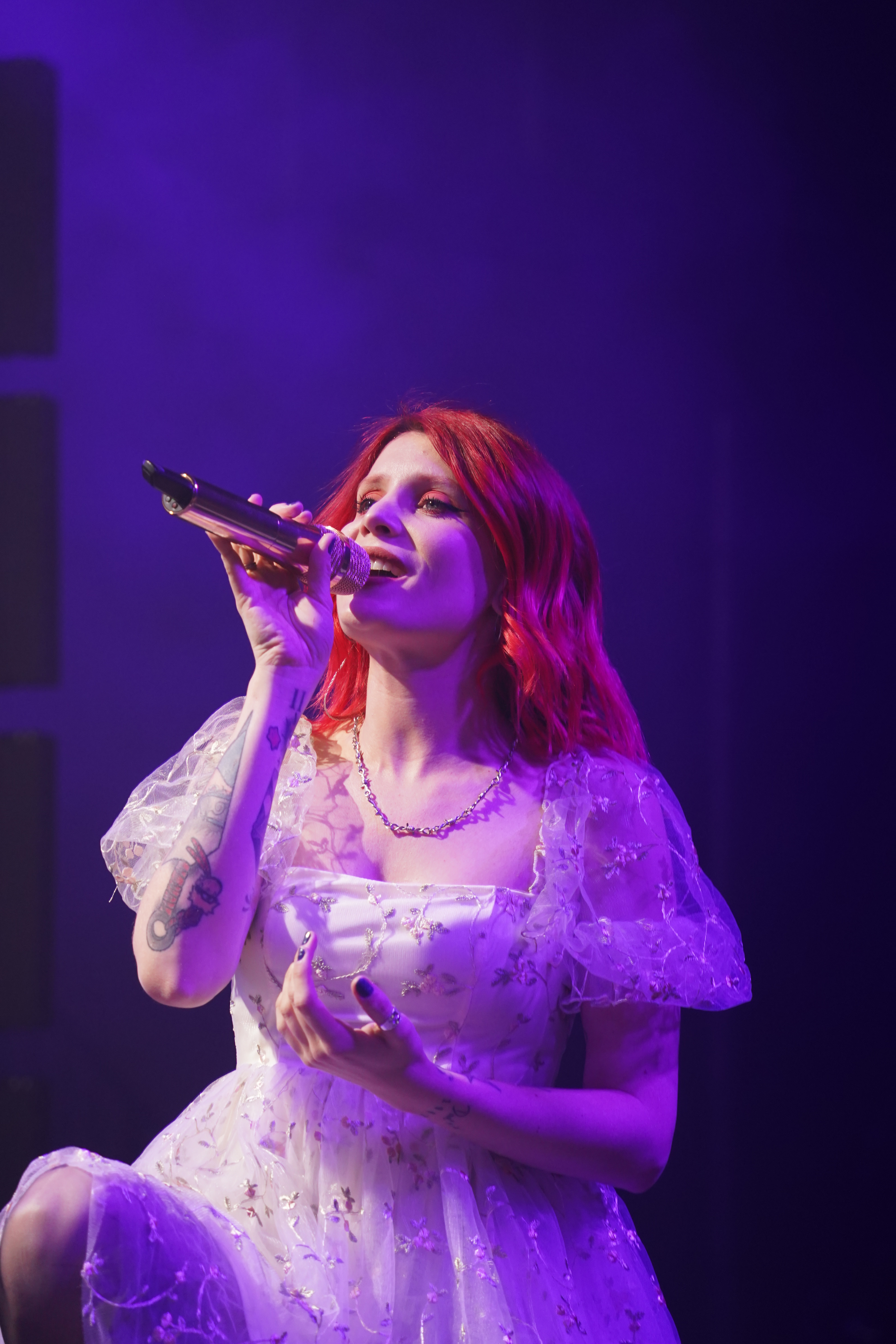
Jessie Williams 2024 in Stuttgart

Поточні члени
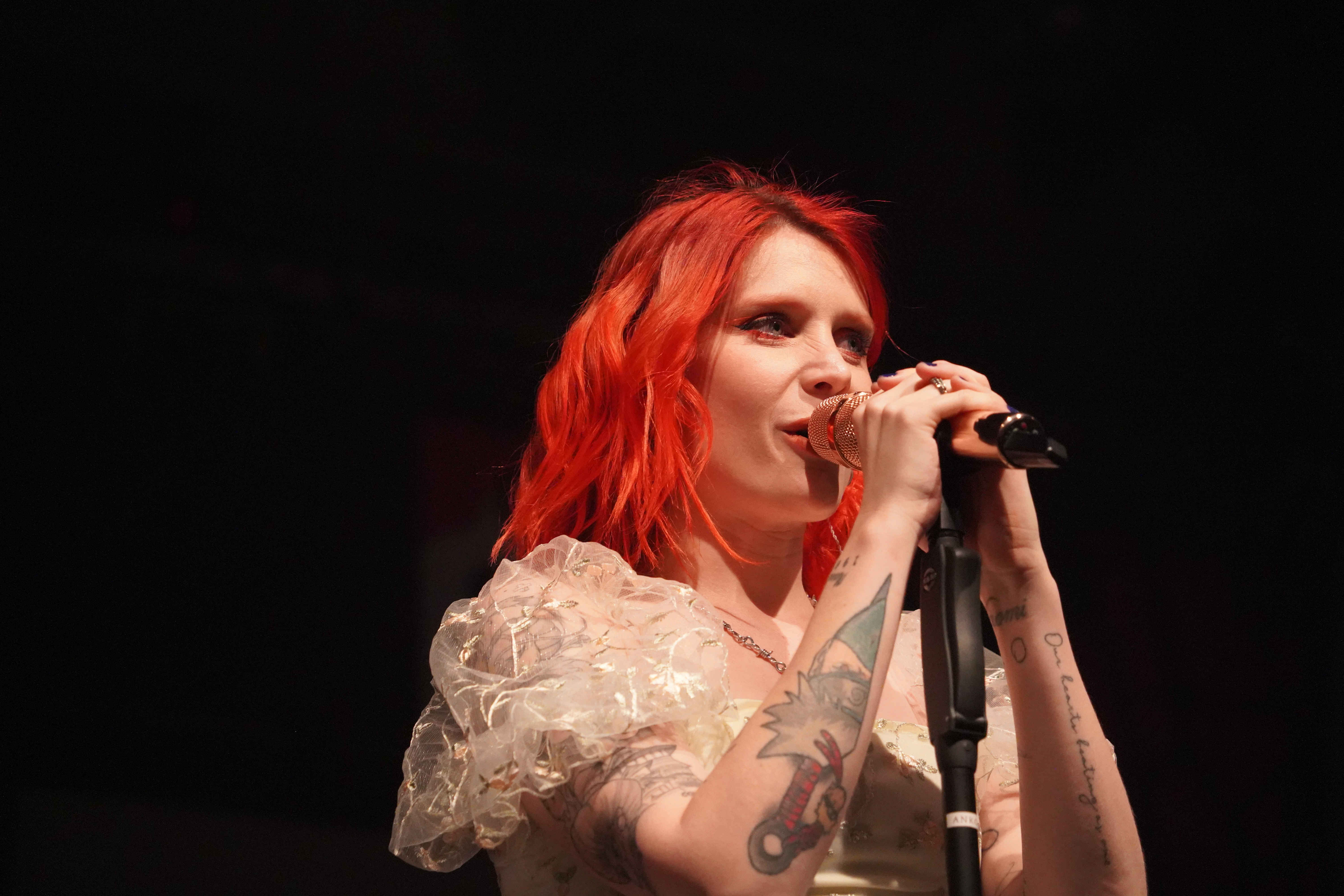
Jessie Williams — вокал (2014-теперішній час)
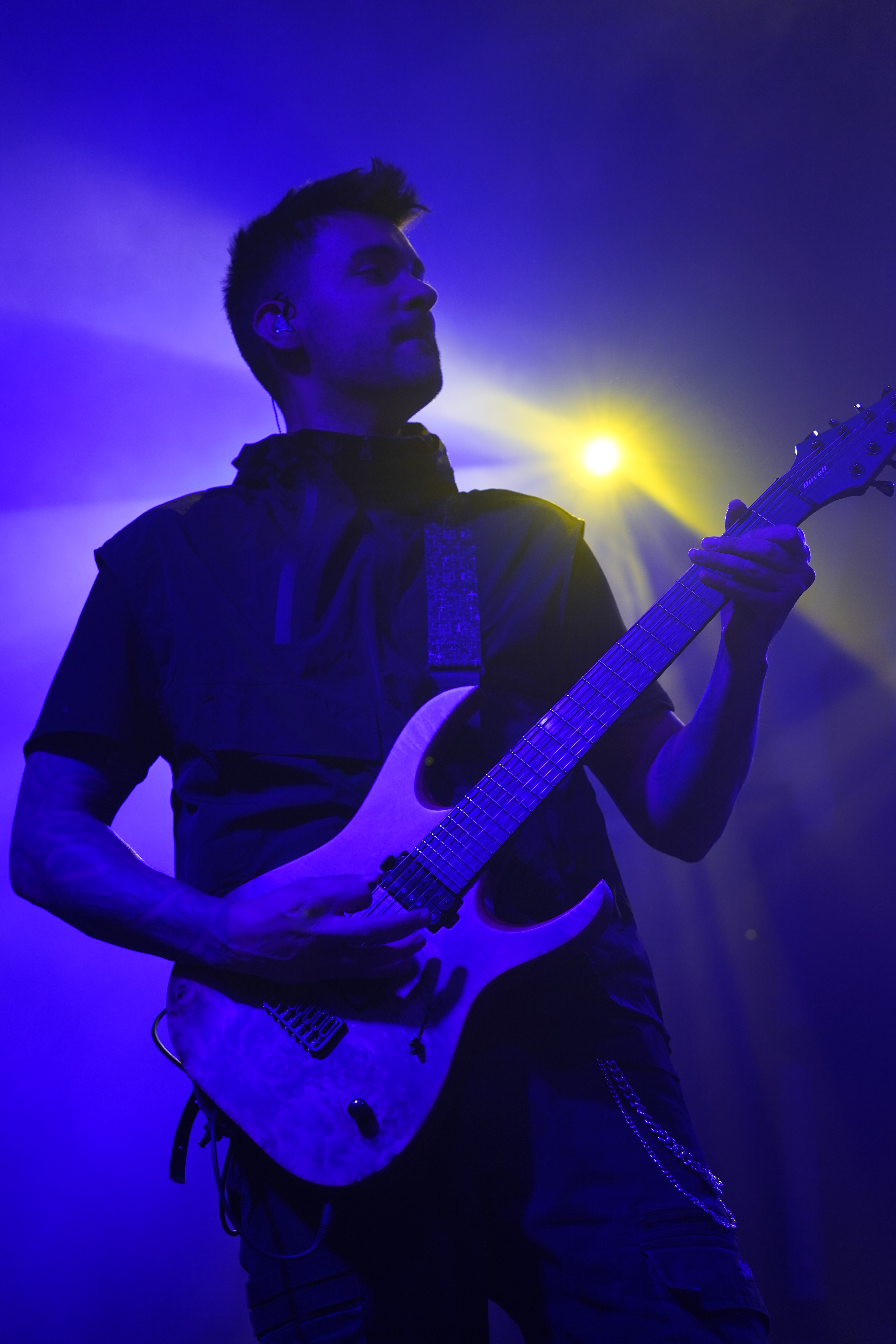
David Romeu — гітара та бек-вокал (2003 — тепер)
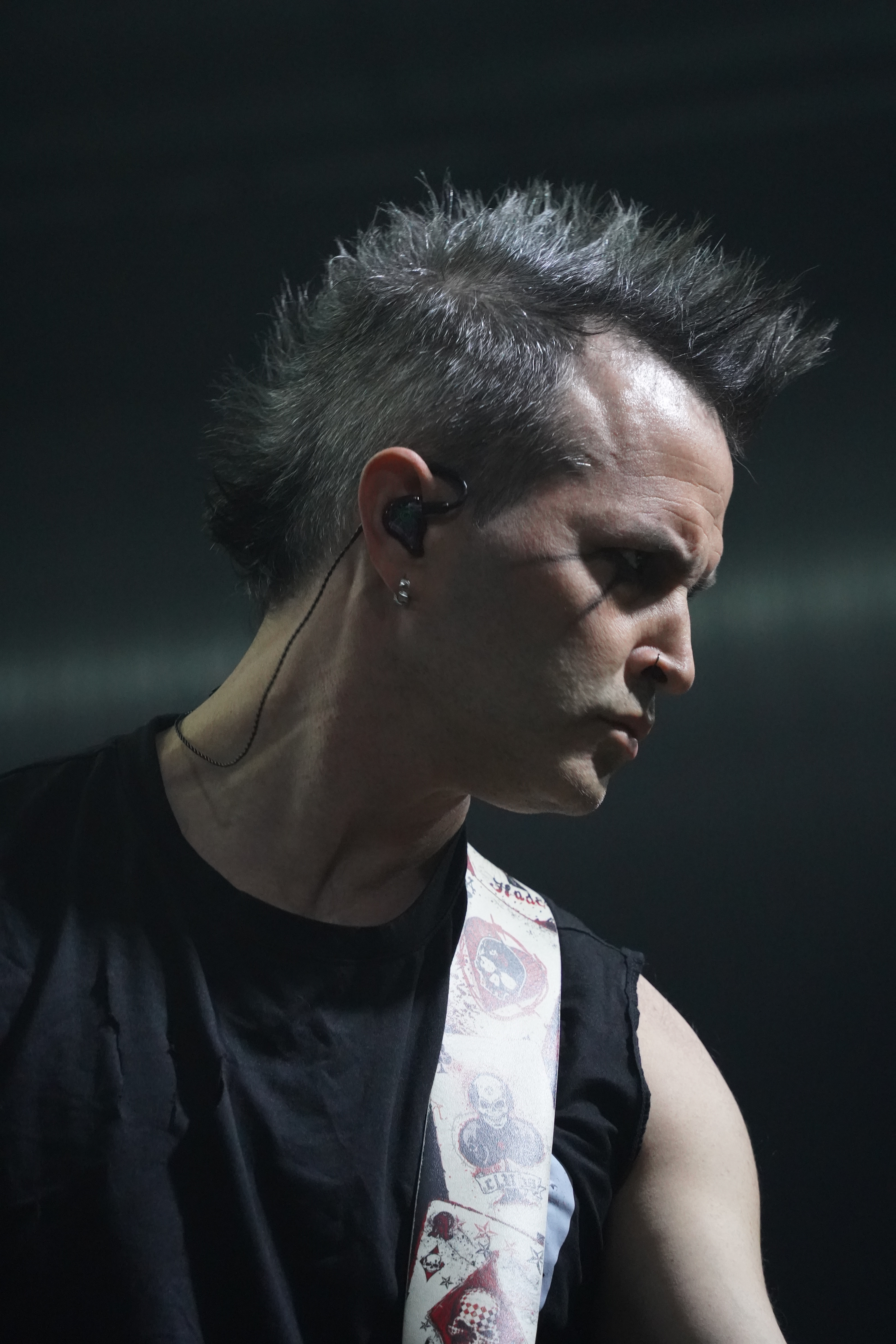
Fito Martínez – гітара (2003 – тепер)
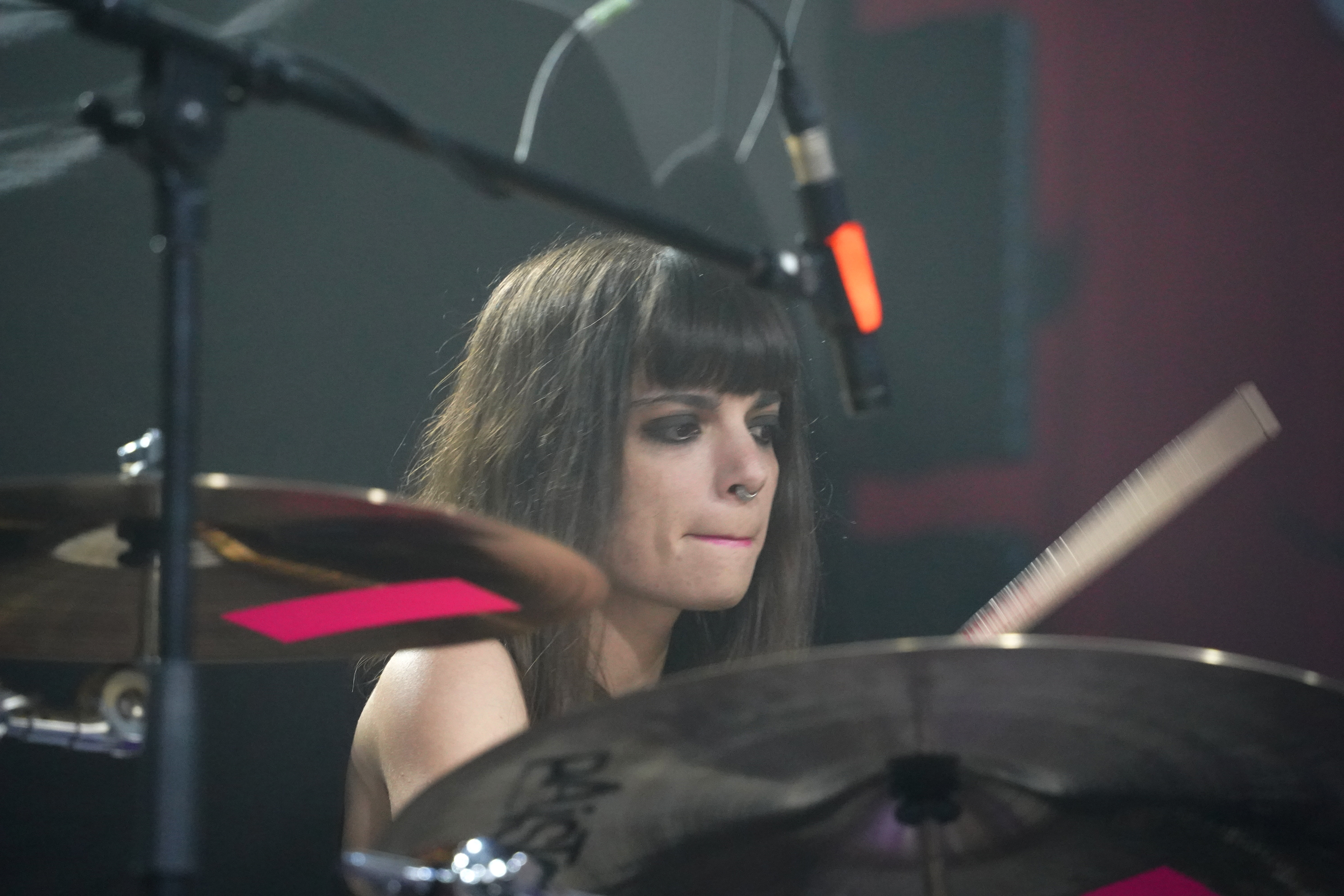
Eleni Nota – барабани (2022-дотепер)
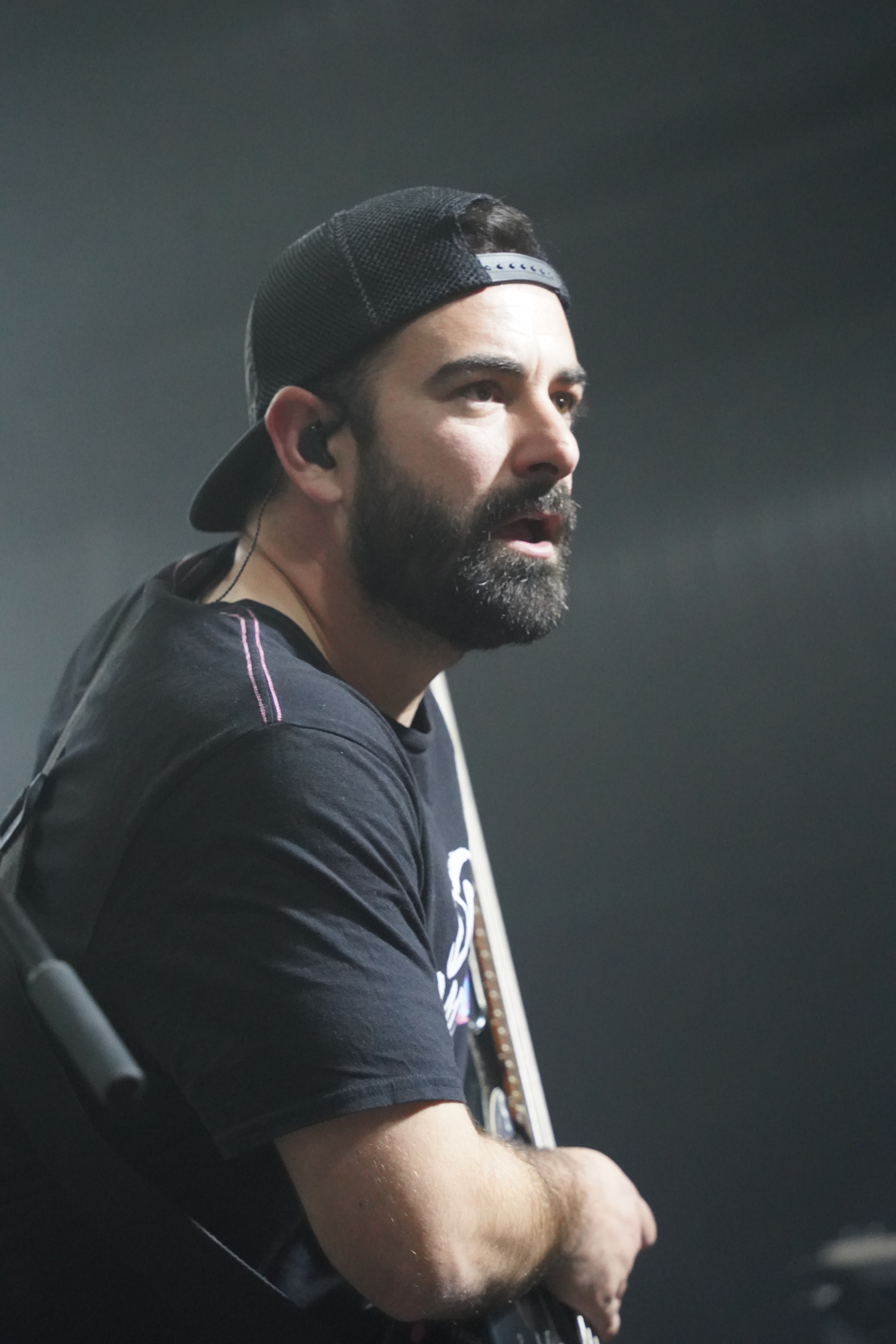
Julio López - вокал і бас (2009-2017) (2020-теперішній час)

Попередні учасники
- Ra Tache – барабани, клавішні та бек-вокал (2016-2022)
- Javier "Rubio" Casanova" - клавішні (2003-2015)
- Jordi Vidal - барабани та скрипка (2004-2016)
- Rosa De La Cruz - Голос (2003-2014)
- Alberto Muñoz - голос і бас (2008-2009)
- José "Jossy" Alarcón — вокал і бас (2004-2008)
- Juan "Expo" Expósito - гітара (2003-2011)

## Публікації

### Студійні альбоми
- Al Fin Descansar (тільки іспанською мовою) - 8 січня 2008 р .
- My Own Angel - 23 вересня 2011 (Іспанія), 28 жовтня ( Європа ) і 11 липня ( Японія ).
- Last Song for Venus - 12 листопада 2013 (цифровий), 19 листопада (фізичний).
- Get On The Winner Horse! ( ЄП ) - 3 липня 2014 р .
- Beyond the Silence of These Years - 12 травня 2017 р
- White Dragon - 26 квітня 2019 р

### Музичні кліпи
- Remaining - 17 квітня 2011 року .
- Completely Frozen - 6 березня 2012 р .
- My Own Angel - 27 грудня 2012 р .
- I'll Fight For You - 5 березня 2013 р .
- The Dark Passenger - 12 грудня 2013 р .
- If It Means A Lot To You - 28 квітня 2014 р .
- Winner Horse - 3 липня 2014 р .
- Last Song For Venus - 2 грудня 2014 року .
- Chop Suey (кавер SOAD) – 27 жовтня 2015 р .
- Lost Soul - 7 березня 2017 р .
- The Monster I Am - 4 травня 2017 р .
- Shhh... I'm Not Gonna Lose It - 5 червня 2018 року .
- Nana - 23 серпня 2018 р .
- Ghosts - 4 квітня 2019 р .
- Walking Dead - 25 квітня 2019 р .
- Holy Wolf - 13 лютого 2020 р .
- Hill Valley - 4 серпня 2020 р .

## зовнішні посилання
- Офіційний веб
- офіційний myspace
- Офіційний Twitter
- офіційний Facebook
- Офіційний канал Youtube